# Камышинское высшее военное строительное командное училище
Камышинское высшее военное строительное командное училище — высшее военно-учебное заведение, основанное 1 октября 1953 года, осуществлявшее подготовку офицерских кадров для Строительных войск Вооружённых сил СССР и Вооружённых сил Российской Федерации. Расформировано  20 августа 1998 года.

## История
12 мая 1953 года Директивой Генерального штаба Вооружённых сил СССР на территории Государственного центрального полигона Министерства обороны ССР (ракетный полигон Капустин Яр) было создано Камышинское артиллерийское техническое училище, для подготовки офицерских и инженерно-технических кадров по эксплуатации ракетного	вооружения по двух и трёх годичной программе. Первым начальником был назначен генерал-майор А. Н. Арефьев
.
4 июня 1954 года Указом Президиума Верховного Совета СССР училищу было вручено Красное знамя, от имени ПВС СССР 
знамя вручал маршал артиллерии М. И. Неделин. С июля 1954 года училище из ГЦП МО СССР было переведено в город Камышин. 10 сентября 1954 приказом по Министерству обороны СССР, 1 октября был объявлен годовым праздником училища. 28 октября 1955 года в училище состоялся первый выпуск офицеров-ракетчиков по двухгодичному курсу обучения. В 1962 году постановлением СМ СССР Камышинское артиллерийское техническое училище было переименовано в Камышинское командно-техническое училище. С 1953 по 1965 год из стен училища вышло около пяти тысяч офицерских и технических кадров для РВСН СССР.
19 сентября 1965 года постановлением СМ СССР Камышинское командно-техническое училище было передано в подчинение заместителя министра обороны СССР по строительству и расквартированию войск А. Н. Коморовскому и переименовано в Камышинское военно-строительное техническое училище для подготовки офицеров-строителей и офицеров-техников по строительным специализациям.
15 сентября 1973 года постановлением СМ СССР и приказом министра  обороны СССР Камышинское военно-строительное техническое училище было переведено в разряд высшего военно-учебного заведения и 16 августа 1974 года было переименовано в Камышинское высшее военно-строительное командное училище.  В 1993 году Камышинское высшее военно-строительное командное училище  было переименовано в Камышинское высшее военное командно-инженерное строительное училище. С 1953 по 1998 год из стен Камышинского высшего военного командно-инженерного строительного училища было выпущено около двадцати четырёх тысяч  высококвалифицированных офицерских кадров для Вооружённых сил СССР и Российской Федерации.
29 августа 1998 года Постановлением Правительства Российской Федерации № 1009 Камышинское высшее военное командно-инженерное строительное училище было расформировано. С 1998 года на месте корпусов расформированного училища был размещён 56-й гвардейский десантно-штурмовой полк

## Происшествия
В ночь с 8 на 9 марта 1997 года, около четырёх часов утра, во время сдачи оружия при смене караула, курсант Сергей Лепнев расстрелял начальника караула и курсантов входящих в состав караула, в ходе стрельбы в караульном помещении училища погибло шесть курсантов и еще двое были ранены.
См. Массовое убийство в Камышинском военном училище

## Начальники
- 1953—1955 — генерал-майор Арефьев, Алексей Николаевич
- 1955—1957 — генерал-майор Бойчук, Ефим Васильевич
- 1957—1963 — генерал-майор Рождественский, Андрей Тихонович
- 1963—1974 — генерал-майор Колчанов, Александр Дмитриевич
- 1974—1979 — генерал-майор Петухов, Сергей Петрович
- 1979—1988 — генерал-майор Посошков, Игорь Николаевич
- 1988—1994 — генерал-майор Хоменко Андрей Герасимович
- 1994—1998 — генерал-майор Сердюков, Владимир Петрович

## Известные выпускники
- Колгатин, Александр Михайлович
- Казимагамедов, Нариман Махмудович — генерал-майор
- Мартоян, Армен Гамлетович — генерал-майор
- Ивахненко, Евгений Николаевич — доктор философских наук, профессор МГУ, ректор РГГУ
- Нурбаев, Герман Каримович — судья Верховного суда Казахстана